# Biogon

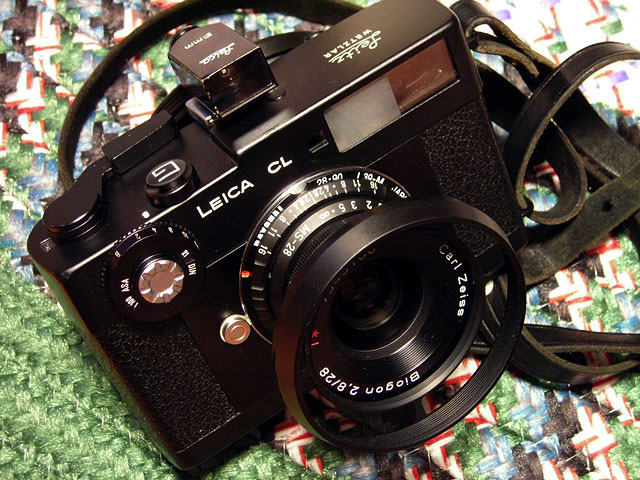
Leica CL mit Carl Zeiss Biogon 2,8/28 mm Objektiv

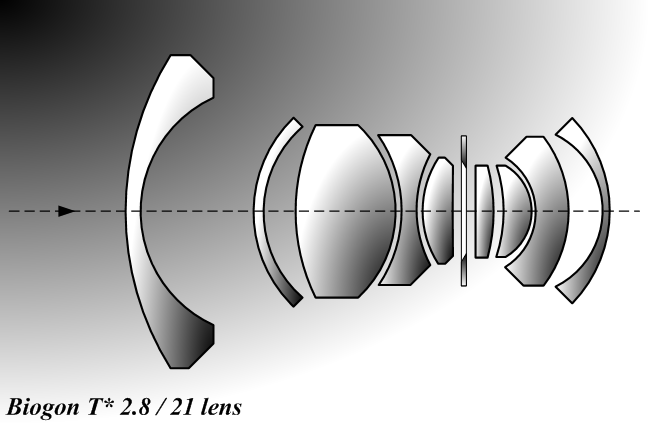
Zeiss Biogon 2,8/21 mm Objektiv

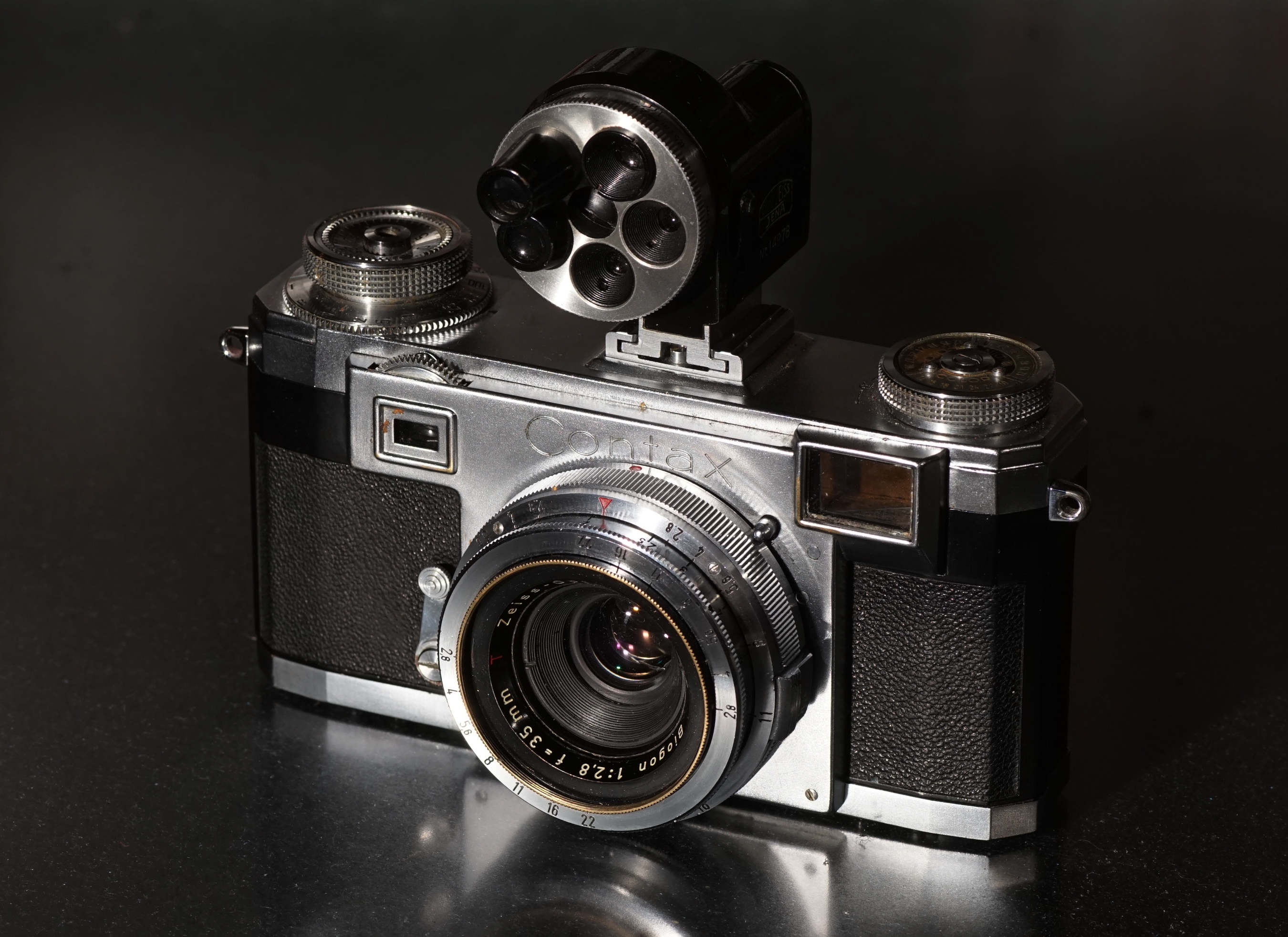
Oberkochener Version des Biogon 2,8/35 mm auf einer Contax IIa

Biogon ist eine Marke der Firma Carl Zeiss für eine Serie fotografischer Aufnahmeobjektive (auch Fachobjektive). Biogone sind typischerweise Weitwinkelobjektive, deren Bildwinkel über 90° betragen kann.
Das Biogon ist ein annähernd symmetrisches Objektiv mit negativer Brechkraft außen (am Anfang und Ende des Objektivs) und positiver Brechkraft innen (in der Nähe der Blende), wodurch die objektseitige Hauptebene vor der bildseitigen liegt. Meist liegt die objektseitige Hauptebene vor und die bildseitige hinter der Blende.
Das erste Biogon (2,8/3,5 cm, unsymmetrisch) wurde 1935 von Ludwig Bertele, damals Optikkonstrukteur bei Zeiss Ikon Dresden, zur Contax geschaffen als Abwandlung des damaligen Sonnars. Es wurde von Carl Zeiss bis ca. 1949 in Jena, danach eine Neuberechnung in Oberkochen hergestellt. 1951 wurde ein neues Biogon mit 90° Bildwinkel (Superweitwinkel) ebenfalls von Ludwig Bertele für Carl Zeiss berechnet, das den Weg zu extremen Weitwinkelobjektiven eröffnete. Hergestellt wurden ab 1952 das B. 4,5/21 mm zur Contax, 1954 das B. 4,5/38 mm zur Hasselblad Superwide und ab 1955 bzw. 1956 das B. 4,5/53 mm und 4,5/75 mm zur Linhof.
Namhafte Kamerahersteller wie Hasselblad, Alpa und Linhof bieten bzw. boten Biogon-Objektive an.
Auch die Objektive der Bauart Super-Angulon (Schneider Kreuznach, Leitz) basieren auf der Konstruktion der Biogons.
- Biogon 1:2,8 f=21 mm, 90° Bildwinkel
- Biogon 1:4,5 f=21 mm, T* Classic, 90° Bildwinkel
- Biogon 1:2,8 f=25 mm, 82° Bildwinkel
- Biogon 1:2,8 f=28 mm, 75° Bildwinkel
- Biogon 1:2,0 f=35 mm, 63° Bildwinkel
- Biogon 1:4,5 f=38 mm CFi für Hasselblad (Mittelformat)
- Biogon 1:4,5 f=53 mm, Bildkreisdurchmesser 115 mm, für Fachkameras mit einem Format bis zu 6 cm × 9 cm
- Biogon 1:5,6 f=60 mm für Hasselblad (Mittelformat, u. a. Apollo-Mondmission)
- Biogon 1:4,5 f=75 mm, Bildkreisdurchmesser 153 mm, 92° Bildwinkel, für Fachkameras bis max. 4" × 5"